# Glandieu
Glandieu est un hameau situé en France dans le département de l'Ain en région Auvergne-Rhône-Alpes.
Il est partagé sur le territoire de deux communes par le Gland, qui forme à cet endroit la cascade de Glandieu.

## Présentation
La partie Nord de Glandieu est rattachée à la commune de Saint-Benoît. La partie Sud appartient à celle de Brégnier-Cordon.
Outre sa cascade, Glandieu est aussi connu pour sa grotte et son lac.

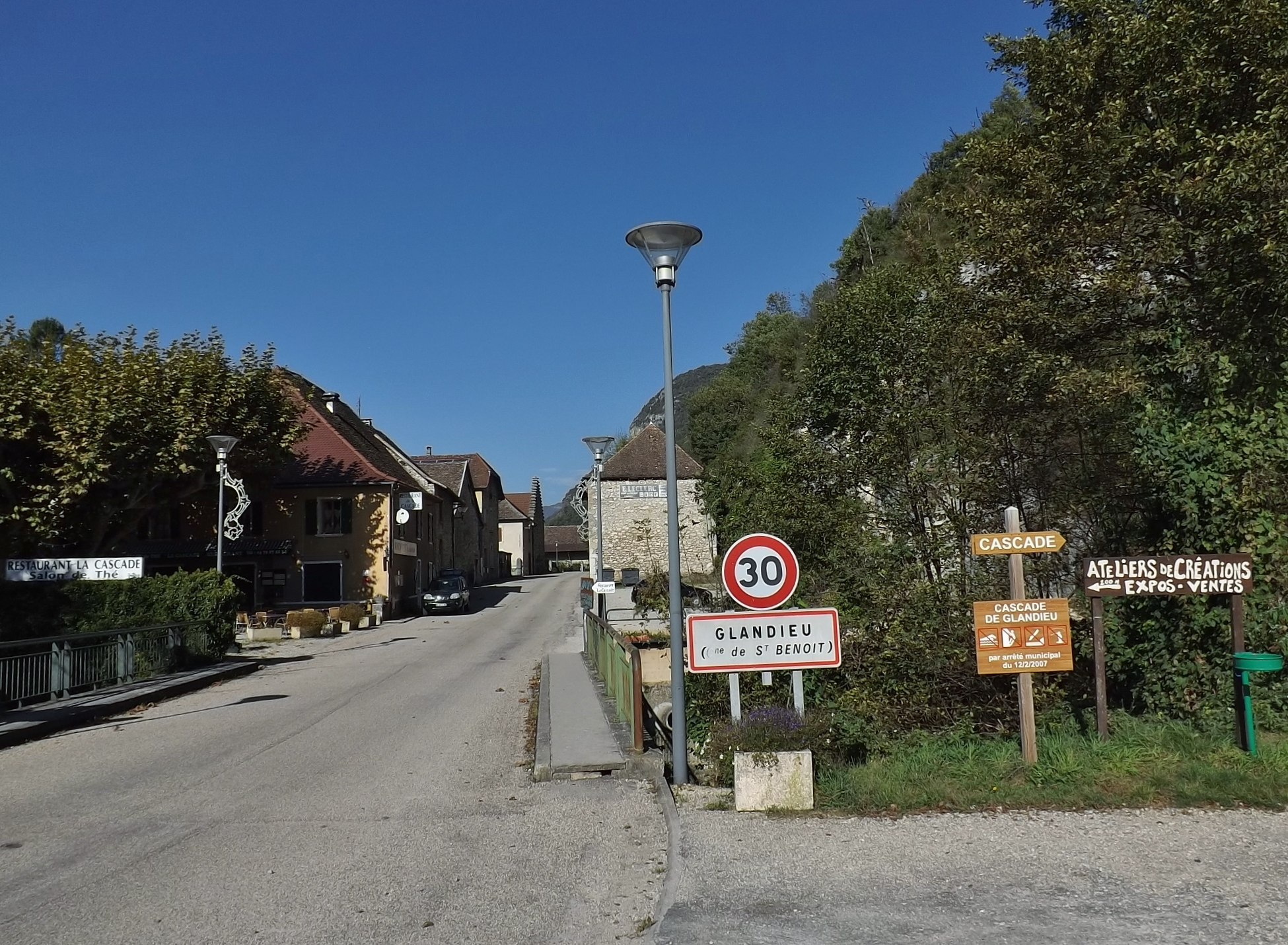
Passage de Brégnier-Cordon à Saint-Benoît au niveau de la cascade.

## Étymologie
Contrairement aux autres toponymes en -ieu de la région (Izieu, Peyrieu, etc.), Glandieu tirerait son nom du gaulois et des racines glano (« pur ») et eu (« eau »).